# يوجينيو زانتي
يوجينيو زانتي (بالإسبانية: Eugenio Zanetti)‏ هو رسام وكاتب مسرحي ومخرج أرجنتيني، ولد في 19 أكتوبر 1949 في قرطبة في الأرجنتين.

## وصلات خارجية
- يوجينيو زانتي على موقع IMDb (الإنجليزية)
- يوجينيو زانتي على موقع قاعدة بيانات الفيلم (الإنجليزية)